# Зингшпиль

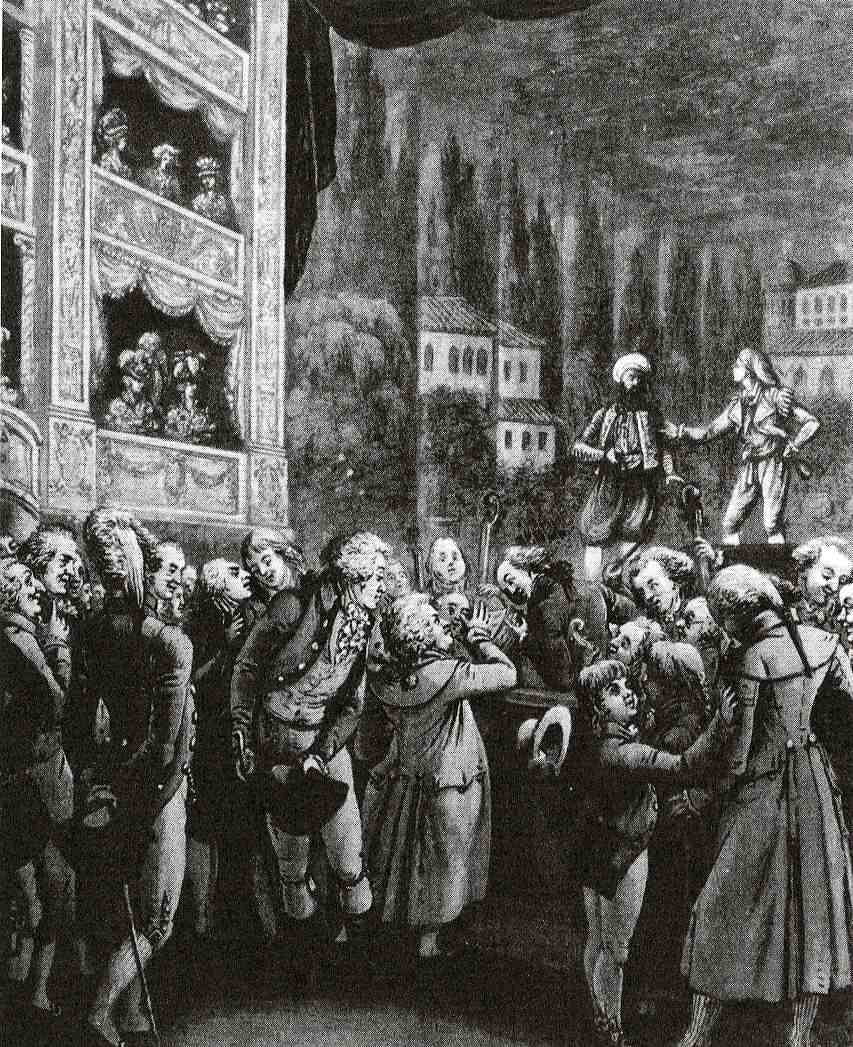
Моцарт на представлении в Берлине его зингшпиля «Похищение из сераля» (1789)

Зи́нгшпиль (нем. Singspiel, досл.: «пьеса с пением»; singen с нем. — «петь» и Spiel с нем. — «пьеса, игра») — музыкально-драматический жанр, распространённый в Германии и Австрии во второй половине XVIII века и начале XIX века; пьеса с музыкальными номерами или опера с разговорными диалогами (вместо речитативов), преимущественно комического содержания. Некоторые специалисты придерживаются мнения, что зингшпиль был жанровым предшественником более современных водевиля и мюзикла.
В Германии понятие «зингшпиль» применялось уже с XVI века для обозначения сценических мадригалов, а также церковных, придворных и иных представлений с музыкой. В Северной Германии жанр зингшпиля формировался под влиянием английской «балладной оперы», в особенности «Оперы нищего». Началом его считают постановку в Лейпциге в 1752 году музыкальной комедии «Чёрт на свободе» с музыкой И. Г. Штандфуса — обработки балладной оперы Чарлза Коффи «Быть беде!» („The Devil to Pay“, 1731).
Музыка зингшпиля проста, рассчитана на популярность, тесно связана с народной музыкальной культурой, занимает в пьесе главное место, но количественно может быть ограничена (в зингшпиле «Директор театра» Моцарта, кроме увертюры, всего 4 музыкальных номера). По содержанию зингшпили связаны с мещанской драмой, строились на бытовых, «прозаических» сюжетах, но включали в себя и элементы сказочности, идилличности, иронии. Некоторые зингшпили были пронизаны критичным отношением к действительности, им были присущи демократические тенденции.
Австрийский (венский) зингшпиль опирался на традиции австрийкой народной комедии и итальянской комедии дель арте, развивался под влиянием итальянской, отчасти французской комической оперы. Классические образцы австрийского зингшпиля — комические оперы Моцарта «Похищение из сераля» (1782), «Директор театра» (1786) — характеризуются углублённой тематикой, усложнённой музыкальной драматургией. Преодолевая узость жанра, Моцарт преобразует зингшпиль в новый тип комической оперы («Волшебная флейта», 1791). Популярными авторами зингшпиля были И. Штандфус («Чёрт на свободе», 1752), Антонио Сальери («Негры», 1804), И. А. Хиллер, В. Мюллер, И. Шенк, К. Диттерсдорф («Доктор и аптекарь», 1786), И. Андре, X. Г. Нефе, И. Ф. Ройхардт, Ф. Кауэр (с его известной оперой-зингшпиль «Дева Дуная», обошедшей чуть ли не все музыкальные сцены Европы первых лет XIX века) и другие. В литературном развитии зингшпиля принял участие И. В. Гёте, который написал тексты к зингшпилям Рейхардта «Йери и Бетели» и «Эрвин и Эльмира». Известны также зингшпили с либретто на датском языке Джузеппе Сарти.
С развитием романтизма в музыке и распространением итальянской оперы интерес к зингшпилю снижается. В течение первой половины XIX века зингшпиль и родственные ему формы (лидершпиль и другие образцы ранней комической оперы) окончательно исчезают.